# Capasa wittei
Capasa wittei är en fjärilsart som beskrevs av Debauche 1938. Capasa wittei ingår i släktet Capasa och familjen mätare. Inga underarter finns listade i Catalogue of Life.